# クリスティアン・ルートヴィヒ・フォン・カプヘンクスト

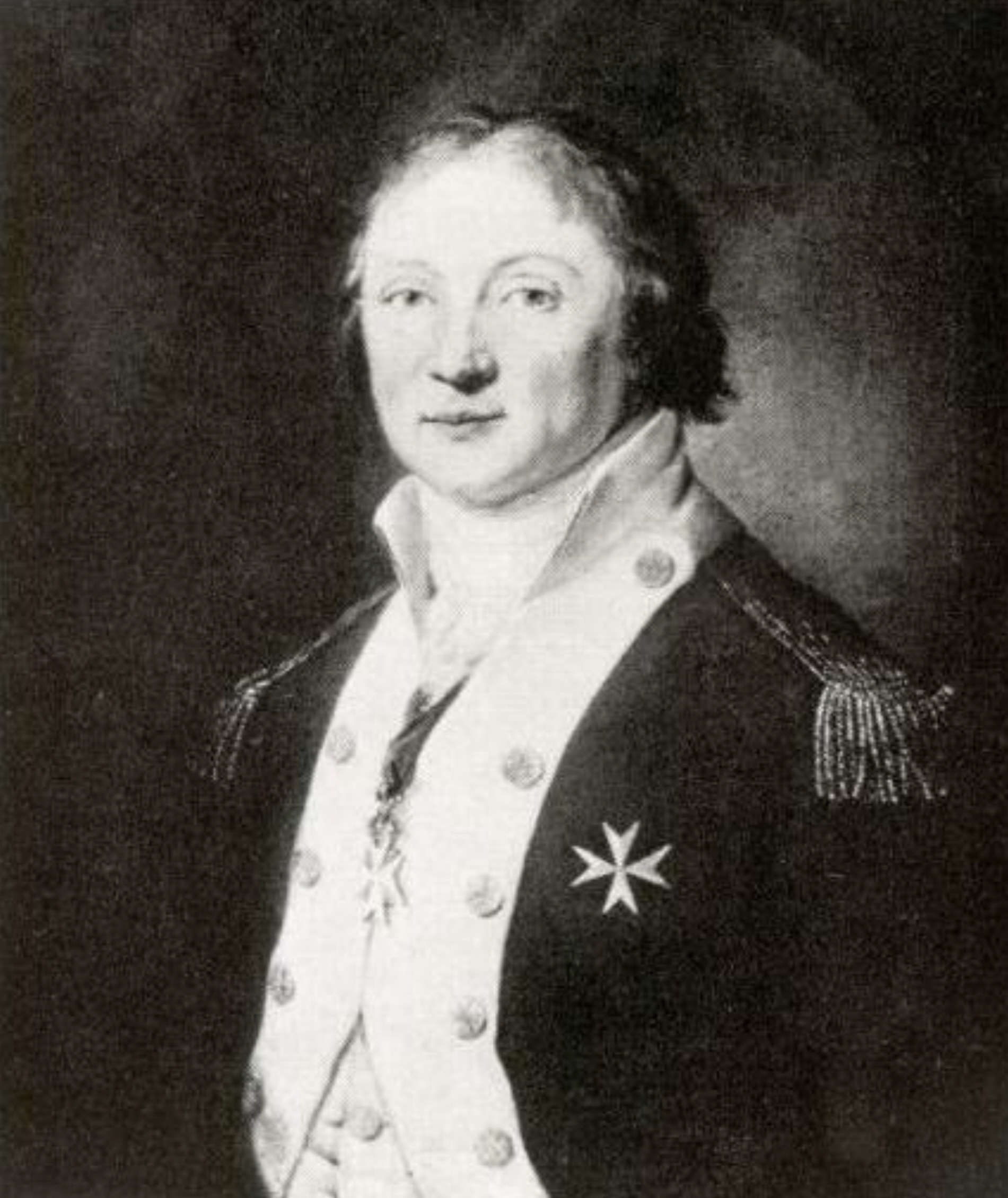
アントン・グラフによるカプヘンクストの肖像

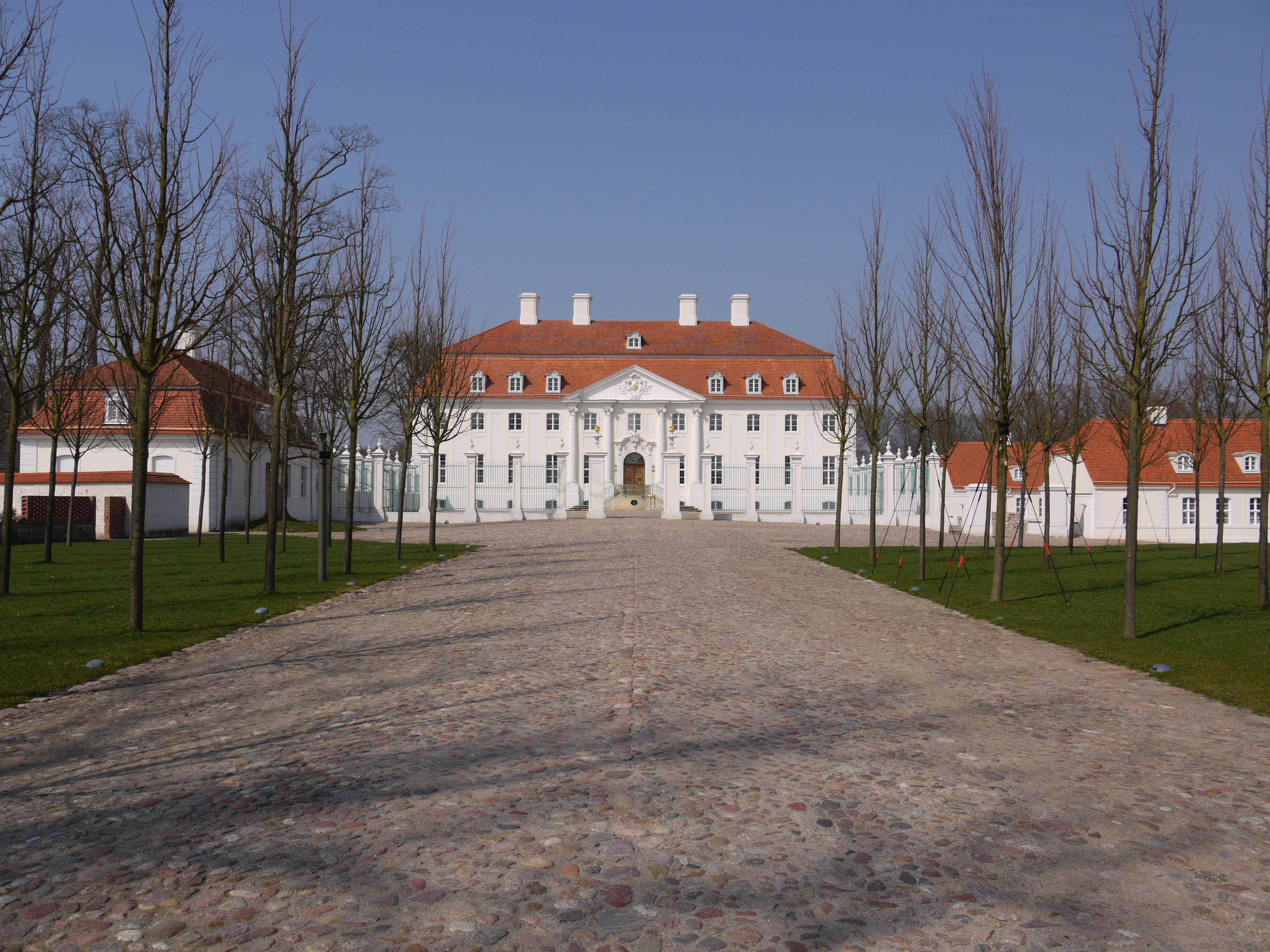
ハインリヒ王子から下賜されたメーゼベルク城

クリスティアン・ルートヴィヒ・フォン・カプヘンクスト（Christian Ludwig von Kaphengst [ˈkapˈhɛŋst] 1743年11月25日 - 1800年）は、ドイツ・プロイセン王国の将校。陸軍少佐。プロイセン王子ハインリヒの副官であり、王子が最も寵愛した同性の愛人でもあった。

## 生涯
プロイセン陸軍大尉アルブレヒト・クリスティアン・フォン・カプヘンクストの息子として、古いユンカーの家系だったカプヘンクスト家の所領ギュリーツで生まれた。文筆家のデュードネ・ティエボーは彼について「背が高く、陽気で、知性と勇気そして驚くべき身体能力を兼ね備えた男で、どんな人でも笑顔にさせる才能を持っている」と評した。そして姓の一部「ヘンクスト（-hengst）」は精力に溢れ魅力的な男性を暗喩する「種馬」を意味するドイツ語で、彼の名は当時の人々に男性的精力を想起させた。
フリードリヒ2世大王の小柄で華奢な弟ハインリヒ王子はカプヘンクストの逞しい体躯と人柄に夢中になり、ロシア女帝エカチェリーナ2世に絵画コレクション29枚を売却して作った金で、自分の居城ラインスベルク城に隣り合うメーゼベルク城をカプヘンクストに下賜して住まわせ、したい放題の贅沢を許した。同城にはハインリヒ王子専用のゲストルームが設けられ、この部屋は主人カプヘンクストの寝室と螺旋状の階段室でつながっており、2人が人目を避けて密会できる作りになっていた。ただし、カプヘンクストの主な生活拠点はベルリンであった。
1784年、ハインリヒ王子はカプヘンクストがフランスで作った13万ターラーもの大借金を肩代わりすることにした。フランス王ルイ16世が自ら申し出て王子の借用証書の連帯保証人になった。しかしこの一件が王子とカプヘンクストの結びつきを引き裂いた。王子の兄のフリードリヒ大王は弟の若い男性たちとの情事を大目に見ていて、時として弟のハンサムな恋人たちを羨望することさえあったが、カプヘンクストのことは気に入っておらず、彼の陸軍大佐昇進の願いをすげなく拒絶したばかりか、これを機にカプヘンクストを強制的に休職に追い込んだのである。
王室からの年金支給を止められたカプヘンクストは、妻と5人の子供たちを養うために奔走し、限られた収入と所領の小作人から上がる年貢でやりくりしてしのいだ。カプヘンクストは主人であり恋人であったハインリヒ王子よりも2年早く世を去った。
弟のヴィルヘルム・フォン・カプヘンクストもフランス革命戦争などに従軍したプロイセン将校（陸軍中佐）であった。

## 引用・脚注
1. ↑  Eugen Wilhem, "Die Homosexualitat des Prinzen Heinrich von Preussen, des Bruders Friedrichs des Grossen", Zeitschrift fur Sexualwissenschaft 15, (1929)
2. ↑  Heinz W. Linke (2 September 2013). Rittergutsdörfer: Kohlow, Zerbow, Schmagorei und Lieben. BOD GmbH DE. p. 132. ISBN 978-3-8482-6786-6
3. ↑  Eva Ziebura: Prinz Heinrich von Preußen. Biographie, Aufbau-Taschenbuch-Verlag, Berlin 2004, p. 186 et sqq.
4. ↑  Eva Ziebura: Prinz Heinrich von Preußen. Biographie, Aufbau-Taschenbuch-Verlag, Berlin 2004, p. 186 et sqq., 233 et sqq., 309
5. ↑  当時の貨幣価値では日雇い労働者の年収が50ターラー、職人が70ターラー、教師が80～200ターラーであった。
6. ↑  Eva Ziebura: Prinz Heinrich von Preußen. Biographie, Aufbau-Taschenbuch-Verlag, Berlin 2004, p. 186, 233, 309
7. ↑  Eva Ziebura: Prinz Heinrich von Preußen. Biographie, Aufbau-Taschenbuch-Verlag, Berlin 2004, p. 44
8. ↑  Eva Ziebura: Prinz Heinrich von Preußen, Berlin 1999, p. 44–48.
9. ↑  https://www.telezeitung-online.de/Thema_des_Tages_18._Januar_2014.htm telezeitung-online.de